# دارمش دارشان
دارمش دارشان (هندی: धर्मेश दर्शन؛ زادهٔ ۱۶ مهٔ ۱۹۶۷) کارگردان فیلم و فیلم‌نامه‌نویس اهل هند است.

## جوایز و نامزدی‌ها
| سال  | جایزه                           | رده              | فیلم           | نتیجه    | منبع  |
| ---- | ------------------------------- | ---------------- | -------------- | -------- | ----- |
| ۱۹۹۷ | جوایز فیلم‌فیر                   | بهترین کارگردانی | راجا هندوستانی | برنده    | [ ۴ ] |
| ۲۰۰۱ | جوایز فیلم‌فیر                   | بهترین کارگردانی | تپش قلب        | نامزدشده | [ ۵ ] |
| ۲۰۰۱ | جوایز آکادمی بین‌المللی فیلم هند | بهترین کارگردانی | تپش قلب        | نامزدشده | [ ۶ ] |
| ۲۰۰۱ | جوایز آکادمی بین‌المللی فیلم هند | بهترین داستان    | تپش قلب        | نامزدشده | [ ۶ ] |
| ۱۹۹۷ | جوایز پرده سینما                | بهترین کارگردانی | راجا هندوستانی | برنده    | [ ۷ ] |
| ۲۰۰۱ | جوایز پرده سینما                | بهترین کارگردانی | تپش قلب        | نامزدشده | [ ۸ ] |

## فیلم‌شناسی
| سال  | فیلم              | نقش(ها)           |
| ---- | ----------------- | ----------------- |
| ۱۹۹۳ | Lootere           | کارگردان، نویسنده |
| ۱۹۹۶ | راجا هندوستانی    | کارگردان، نویسنده |
| ۲۰۰۰ | نفرت              | کارگردان، نویسنده |
| ۲۰۰۰ | تپش قلب           | کارگردان، نویسنده |
| ۲۰۰۲ | بله، منم عاشق شدم | کارگردان، نویسنده |
| ۲۰۰۵ | بی‌وفا             | کارگردان، نویسنده |
| ۲۰۰۶ | به خاطر شما       | کارگردان          |